# ダニエーレ・ナルデッロ

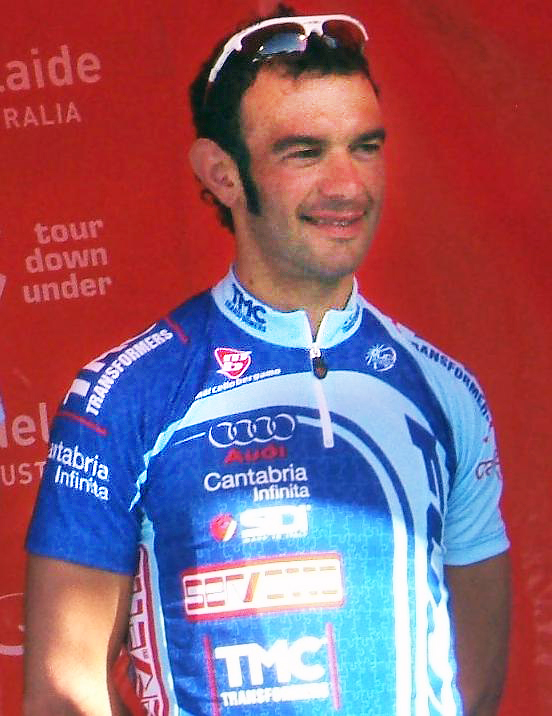
ダニエーレ・ナルデッロ

ダニエーレ・ナルデッロ（Daniele Nardello、1972年8月2日 - ）は、イタリア、ヴァレーゼ出身の元自転車競技（ロードレース）選手。

## 経歴
1990年のジュニア世界選手権自転車競技大会・団体チームタイムトライアルで2位に入る。
1994年、著名選手を多数抱えた、マペイと契約を結んでプロ転向。マペイがスポンサーから撤退する2002年のシーズンまで在籍した。
1995年のジロ・ディ・ロンバルディアでは、優勝のジャンニ・ファレジンに次いで2位。1996年、ミラノ〜トリノを制覇。1997年、オーストリア一周総合優勝を果たし、ツール・ド・フランスに初出場（総合18位）。
1998年のツール・ド・フランスにおいて、アルプス山脈超えとなる第13ステージを制覇。総合8位に入る健闘を見せた。その後、ツール・ド・フランスでは、1999年に総合7位、2000年に総合10位に食いこんだ。
2001年、国内選手権・個人ロードを制覇。
2003年、T-モバイルに移籍し、同年のチューリッヒ選手権を制した。
その後、2007年にチーム・LPR、2008年にセッラメンティに在籍。
2009年、UCIプロチームであるフジ・セルベットに加入、同年シーズン終了後に引退した。
2011年シーズンは古巣フジ・セルベットの後継チームであるGeox-TMC Transformersで、2012年シーズンはオリカ・グリーンエッジでアシスタント・スポーツディレクターを務めた。